# 宮コン
宮コン（みやコン）とは街コンの源流となった栃木県宇都宮市のイベント。

## 概要
「宮コン」は2004年8月に第1回目が100人規模で開催された。オリオン通りの飲食店経営者らが発案したもので、商店街の店を渡り歩き、飲食や異性との交流を目的としたイベントであった。この企画には、バブル崩壊後の経済の長期低迷、福田屋百貨店の郊外移転、ams宇都宮および後継の109 UTSUNOMIYAの撤退などの影響でオリオン通りの求心力が低下し、シャッター通り化が進んだ商店街の活性化を期待したものであった。
新しい「地域活性化」・「恋活」イベントとして全国的な話題になり、メディアなどに多数とりあげられたことで、2011年初頭には2000人が一度に参加する規模に成長。その後「宮コン」形式のイベントが「街コン」という名前で全国の都市へ広がった。2013年には「宮コン」が中心となって全国の「街コン」イベントのモラル維持の為に「日本街コン協会」が設立された。